# Civitella in Val di Chiana
Civitella in Val di Chiana (anche Civitella della Chiana) è un comune italiano sparso di 8 673 abitanti della provincia di Arezzo in Toscana.

## Geografia fisica
Civitella sorge nelle colline delle lepri 500 m s.l.m., 15 km a sud-ovest di Arezzo. Il territorio comunale si può dividere in due zone: una di bassa montagna, nella quale è situata la stessa Civitella, ricoperta di boschi e costituente una propaggine dei Preappennini toscani; ed una pianeggiante, che forma la parte settentrionale della Val di Chiana. In effetti il territorio civitellino, delimitato a sud dal comune di Monte San Savino e a nord-est da quello di Arezzo, giunge fino ai primi comuni del Valdarno, Laterina a nord est, Bucine e Pergine a nord-ovest.
Il primo comune che l'Arno incontra, dopo essere entrato nel Valdarno presso il Salto della Penna, è Civitella in Val di Chiana. Pertanto, la porzione del comune di Civitella in Val di Chiana su cui si estende detta località è parte anche del Valdarno superiore.
È nella fascia pianeggiante, intensamente coltivata, che sorgono i centri più popolati del comune, quali Badia al Pino, Pieve al Toppo, Tegoleto e Viciomaggio situati in Val di Chiana.
Di fatto lo spopolamento montano ha fatto sì che tali frazioni superino di gran lunga per popolazione la stessa Civitella, tanto che nel 1917 la sede comunale fu trasferita proprio nella frazione più grande, Badia al Pino. Nonostante ciò il comune ha conservato l'antica denominazione, un riconoscimento verso l'antico borgo civitellino.
Nella fascia collinare e montuosa invece si trovano moltitudini di oliveti e vigneti (ove è prodotto il Chianti - Colli aretini).

## Storia

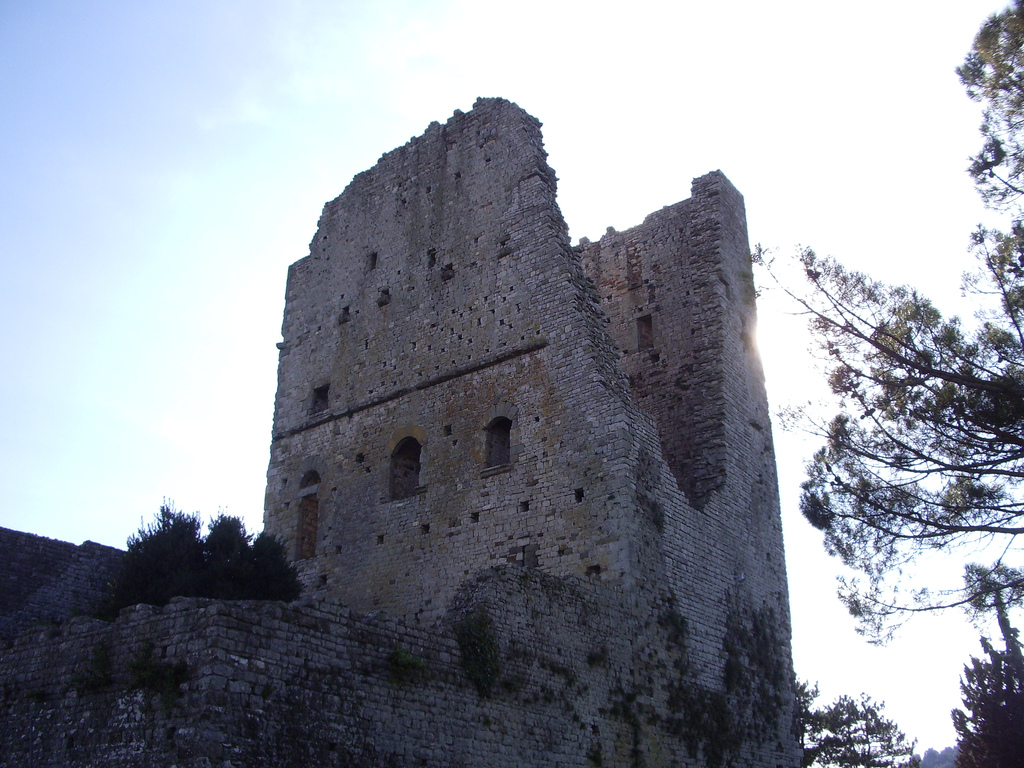
Il Castello di Civitella

Già popolata in epoca romana, Civitella divenne roccaforte longobarda e vi fu costruito il castello che tutt'oggi è visibile. Nell'XI secolo il feudo di Civitella passò sotto il Vescovo di Arezzo, che la designò quale capoluogo del Viscontado della Valdambra. Fu all'epoca che il centro venne ribattezzato "Civitella del Vescovo".
Nel XIII secolo il territorio comunale fu messo a dura prova, prima dalla battaglia di Pieve al Toppo fra Siena e Arezzo (ricordata da Dante nel XIII canto dell'Inferno: «Lano, sì non furo accorte le gambe tue alle giostre del Toppo»), vinta da quest'ultima, poi la stessa Civitella fu distrutta. Nel 1272 il Vescovo aretino Guglielmino degli Ubertini la ricostruì, ma dopo la sconfitta aretina a Campaldino (1289), Civitella fu presa da Firenze.
Nel 1311 tornò ad Arezzo e proprio a Civitella fu stipulata la pace tra il vescovo Ildebrandino Guidi di Romena e l'imperatore Enrico VII di Lussemburgo, che garantì alcuni anni di relativa pace. Dopo un "tira e molla" tra Arezzo e Firenze, Civitella entrò definitivamente a far parte del territorio di quest'ultima del 1348, divenendo sede di Podesteria. Nel 1554 fu assediata da Siena, ma venne difesa con successo da Paolo da Castello, capitano di ventura a servizio di Cosimo I de' Medici.
Nel 1774 la cittadina assunse grande importanza per la rivalutazione, voluta dal Granduca di Toscana Pietro Leopoldo di Lorena, dell'antica "strada dei mercanti", che collegava i centri chianini e valdambrini per il commercio del grano.
Nel 1862 Civitella cambiò denominazione in Civitella in Val di Chiana, per distinguerla dalle altre Civitella presenti nel neonato regno italiano.
Gli anni del regno d'Italia condussero un'epoca di pace, ma questa fu violentemente turbata dalla seconda guerra mondiale. Nel giugno 1940 fu istituito a Villa Oliveto un campo di internamento dove passarono in prevalenza famiglie ebree di nazionalità inglese provenienti dalla Libia, le quali dopo l'occupazione tedesca furono quindi deportate in Germania nel febbraio 1944 al campo di concentramento di Bergen-Belsen.

Il passaggio del fronte lasciò dietro di sé una scia di morte e distruzioni. La rocca longobarda, da secoli simbolo di Civitella, fu distrutta da un bombardamento alleato. Ma, soprattutto, Civitella fu sconvolta da una delle più sanguinose stragi che la storia italiana ricordi: si tratta del tristemente noto eccidio di Civitella.

### Simboli
Lo stemma e il gonfalone sono stati riconosciuti con DCG del 20 ottobre 1936.
La fortificazione e identificata dal Passerini in Le armi dei municipj toscani del 1864 come «la rocca innalzata dai vescovi Aretini, che ne furono signori…»
Il gonfalone è un drappo di azzurro.

## Monumenti e luoghi d'interesse

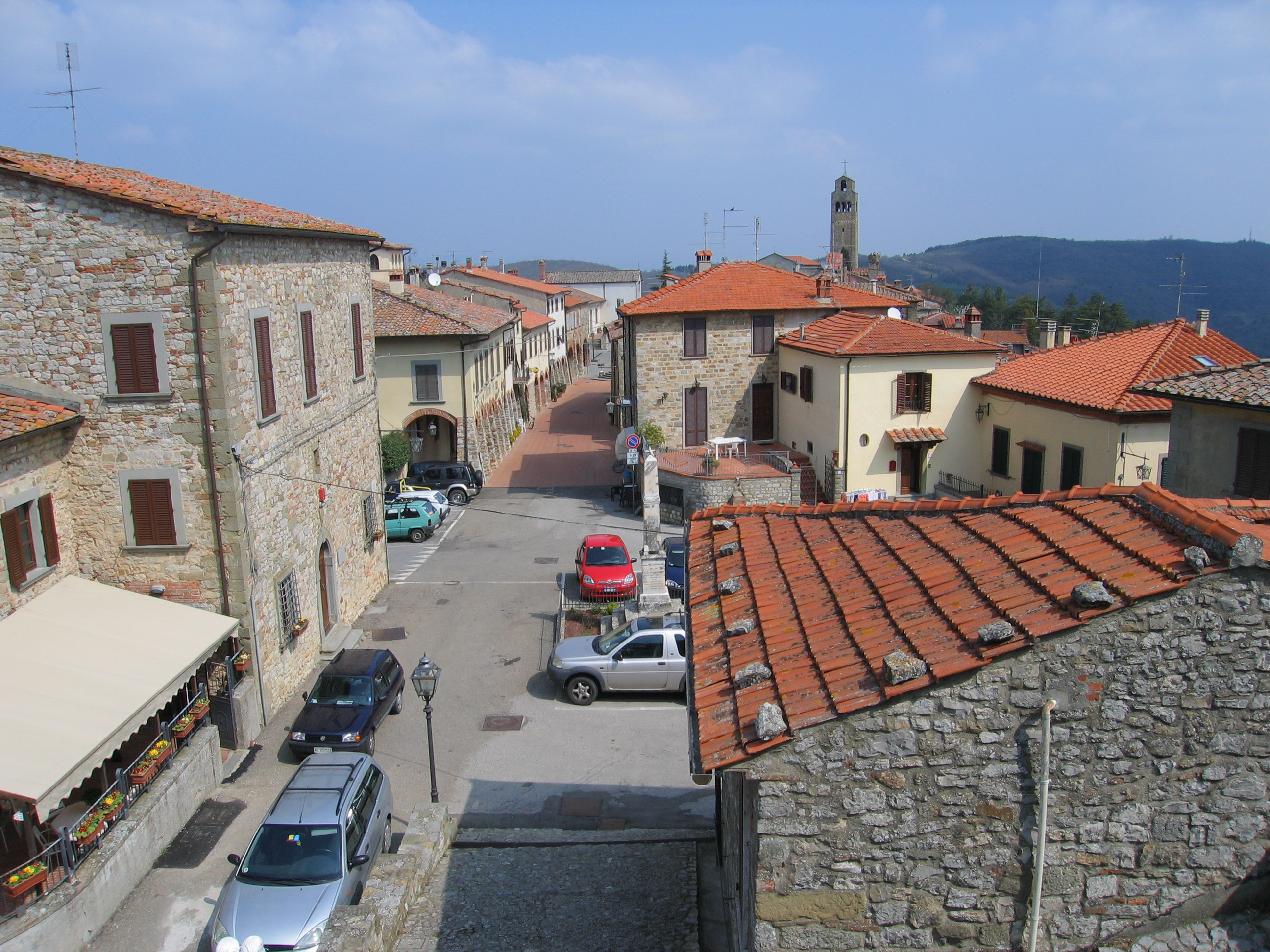
Via Martiri di Civitella, strada principale del centro abitato, che dal castello conduce alla chiesa di Santa Maria Assunta

### Architetture religiose
- Chiesa di Santa Maria Assunta, eretta quale priorato benedettino nell'XI secolo, ultimata in stile romanico nel 1252 e restaurata dopo la seconda guerra mondiale. Al suo interno si trova un tabernacolo con l'effigie della Madonna col Bambino in maiolica, di scuola robbiana;
- Chiesa di San Bartolomeo (nota anticamente come "Badia al Pino", da cui ha preso il nome la località in cui sorge), ricordata per la prima volta nel 1039
- Chiesa di Sant'Andrea ad Oliveto, trecentesca, che conserva all'interno una Madonna del Rosario di Orazio Porta.[6]
- Oratorio della Madonna di Mercatale, edificata nell'omonima località nel XVIII secolo e ospitante una raffigurazione della Madonna ritenuta miracolosa.

### Architetture civili
- Il borgo storico di Civitella;
- Il castello, eretto nel 1048 e circondato da un'imponente cerchia muraria; trasformato in quartier generale dalla Wehrmacht durante l'occupazione nazista, nel 1944 fu semidistrutto durante un bombardamento alleato e mai ricostruito.
- Il palazzo pretorio (XIV secolo);
- L'antica cisterna, che sorge al centro del paese;
- Villa Oliveto, situata in località Oliveto e antica dimora dei conti Barbolani di Montauto.

## Società

### Evoluzione demografica
Abitanti censiti

### Etnie e minoranze straniere
Secondo i dati ISTAT al 31 dicembre 2010 la popolazione straniera residente era di 745 persone. Le nazionalità maggiormente rappresentate in base alla loro percentuale sul totale della popolazione residente erano:
- Romania 284 3,09%
- Albania 143 1,56%

## Cultura
Il cimitero comunale ospita la tomba della scrittrice scozzese Muriel Spark.

### Manifestazioni
- Storie di Paese, concorso di teatro amatoriale, in gennaio e febbraio;
- Il piacere di leggere, mostra mercato del libro per ragazzi, in marzo;
- Soggettivamente: scultura moderna per un paese antico, mostra di scultura moderna, giugno;
- Marcia per la pace, da Civitella a San Pancrazio in occasione della ricorrenza dell'eccidio, realizzata in collaborazione con il comune di Bucine;
- Estate a Civitella, periodo di spettacoli teatrali, musicali e cinematografici, in agosto;
- Pullman della musica, serie di concerti eseguiti nelle varie frazioni, in ottobre;
- Iniziativa "L'olio nuovo", promozione dell'olio prodotto nelle colline comunali;
- Concerto di Natale, organizzato dall'amministrazione comunale in dicembre.
- Il Saracino con l'ape" mese di giugno.

## Infrastrutture e trasporti
Il capoluogo comunale è servito dalla stazione di Civitella-Badia al Pino, mentre la frazione di Albergo è servita dalla stazione di Albergo. Entrambe le stazioni ferroviarie si trovano lungo la ferrovia Arezzo-Sinalunga.

## Amministrazione
Di seguito è presentata una tabella relativa alle amministrazioni che si sono succedute in questo comune.
| Periodo          | Periodo          | Primo cittadino        | Partito                                                        | Carica      | Note  |
| ---------------- | ---------------- | ---------------------- | -------------------------------------------------------------- | ----------- | ----- |
| 15 febbraio 1988 | 17 luglio 1990   | Gilberto Dindalini     | Partito Comunista Italiano                                     | Sindaco     | [ 9 ] |
| 17 luglio 1990   | 23 dicembre 1992 | Gilberto Dindalini     | Partito Comunista Italiano, Partito Democratico della Sinistra | Sindaco     | [ 9 ] |
| 23 dicembre 1992 | 7 giugno 1993    | Rosalba Guarino        |                                                                | Comm. pref. | [ 9 ] |
| 7 giugno 1993    | 28 aprile 1997   | Gilberto Dindalini     | Partito Democratico della Sinistra                             | Sindaco     | [ 9 ] |
| 28 aprile 1997   | 14 maggio 2001   | Gilberto Dindalini     | lista civica                                                   | Sindaco     | [ 9 ] |
| 14 maggio 2001   | 30 maggio 2006   | Massimiliano Dindalini | lista civica                                                   | Sindaco     | [ 9 ] |
| 30 maggio 2006   | 16 maggio 2011   | Massimiliano Dindalini | centro-sinistra                                                | Sindaco     | [ 9 ] |
| 16 maggio 2011   | 4 ottobre 2021   | Ginetta Menchetti      | lista civica di centro-sinistra Solidarietà e progresso        | Sindaco     | [ 9 ] |
| 4 ottobre 2021   | in carica        | Andrea Tavarnesi       | lista civica di centro-sinistra Solidarietà e progresso        | Sindaco     | [ 9 ] |

### Gemellaggi
- Ain Beda[10]
- Kämpfelbach[11]

### Riconoscimenti
Civitella in Val di Chiana fa parte di:
- Associazione Nazionale Città del Vino
- Città Slow

## Sport
Il 12 maggio 2004 la 4ª tappa del Giro d'Italia 2004 si è conclusa a Civitella in Val di Chiana, presso la località di Tegoleto, con la vittoria di Alessandro Petacchi. L'arrivo fu posto di fronte allo stabilimento del mobilificio Del Tongo, che in passato ebbe una delle più prestigiose squadre ciclistiche italiane e internazionali.